# Verfassungsgericht von Ungarn

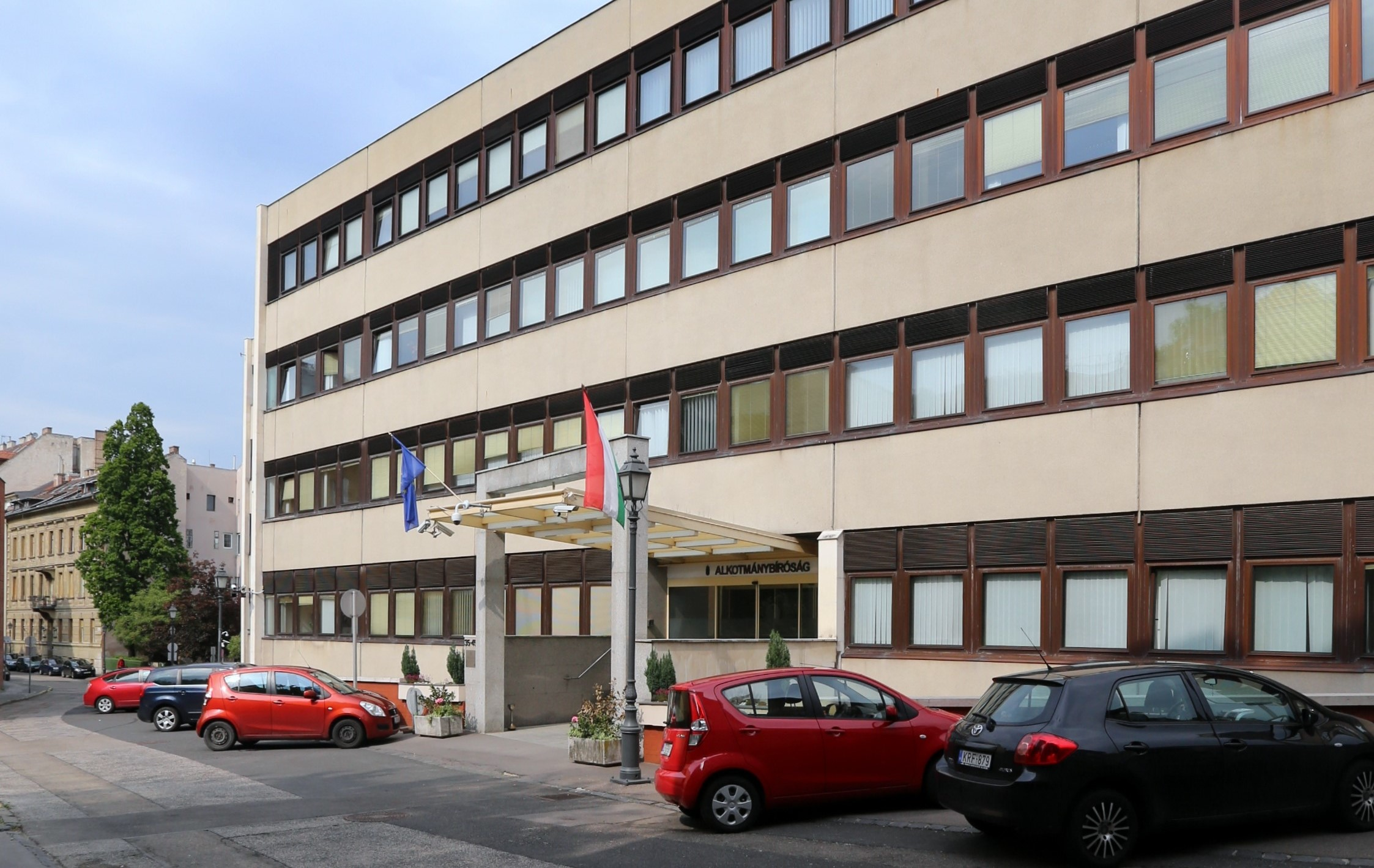
Gerichtsgebäude (Donáti utca 35–45 im I. Bezirk)

Das Verfassungsgericht von Ungarn (ungarisch Magyarország Alkotmánybírósága) ist der höchste Gerichtshof Ungarns und wurde 1989 gegründet. Es hat seinen Sitz in Budapest im I. Bezirk. Das Ziel der neuen Institution war die Förderung der rechtsstaatlichen Entwicklung, der verfassungsmäßigen Ordnung und der Schutz der Grundrechte.

## Geschichte
Das Verfassungsgericht durch auf einen Parlamentsbeschluss im Januar 1989 aus der Taufe gehoben. Der Wirkungsbereich und die Organisation des Gerichts wurden aber bereits im Laufe der Gespräche zum Systemwechsel 1989 und bei der Erörterung des neuen Grundgesetzes festgelegt. So wurde im Oktober 1989 die Verfassung geändert bzw. mit den Grundsatzbestimmungen über das Verfassungsgericht (§32/A) ergänzt.
Das ungarische Parlament hat das Gesetz Nr. XXXII von 1989 über das Verfassungsgericht am 19. Oktober 1989 beschlossen. Seine Tätigkeit nahm das Verfassungsgericht am 1. Januar 1990 in Budapest auf.

## Organisation und Verfahren des Verfassungsgerichtes

### Organisation
Das Verfassungsgericht ist das oberste Organ des Verfassungsschutzes. Seine Aufgabe besteht in der Überprüfung der Rechtmäßigkeit der Gesetze sowie im Schutz der verfassungsmäßigen Ordnung und der in der Verfassung garantierten Grundrechte. In der Verfassung sind nur einige Grundsatzbestimmungen über das Verfassungsgericht enthalten, sie regelt aber nicht dessen Organisation, sondern sieht darüber ein selbständiges Gesetz vor. Auf Grund der Verfassung sind zur Annahme des Gesetzes über die Organisation und die Funktion des Verfassungsgerichtes zwei Drittel der Stimmen der anwesenden Abgeordneten im Parlament erforderlich. Das Verfassungsgericht hat seinen eigenen Haushalt, es ist deshalb nicht Teil der Justizorganisation. Der Entwurf des Haushalts wird vom Verfassungsgericht selbst erarbeitet, und dem Parlament als Teil des Staatshaushalts zur Billigung vorgelegt. Die früher elf Verfassungsrichter werden durch das ungarische Parlament gewählt. Die Verfassungsrichter wählen aus ihrer Mitte den Präsidenten und den Vizepräsidenten, die eine Koordinierungs- und Vertretungsaufgabe haben. Ihre Amtszeit beträgt drei Jahre. Ab 1. Januar 2012 gibt es aufgrund der neuen ungarischen Verfassung 15 Verfassungsrichter mit einer Amtszeit von zwölf Jahren, der Präsident wird dann nicht mehr von den Verfassungsrichtern selbst, sondern ebenfalls vom Parlament gewählt. Der Sitz des Gremiums ist, nach dem Gesetz über das Verfassungsgericht, die Stadt Esztergom. Da dort jedoch die erforderlichen Funktionsbedingungen nicht gegeben waren, arbeitet das Verfassungsgericht seit seiner Gründung in Budapest.

### Verfahren
Die Beschlüsse des Verfassungsgerichtes sind für alle verbindlich und unanfechtbar. Über die Verfassungsmäßigkeit der Gesetze entscheidet das alle Richter in sich schließende Plenum, über die Verfassungsmäßigkeit von Regierungsverordnungen und niedrigeren Rechtsregeln entscheiden in der Hauptregel dreiköpfige Räte. Seit 2013 prüft das Verfassungsgericht Verfassungsänderungen und -zusätze nicht mehr inhaltlich, sondern nur verfahrensrechtlich.
Die Beschlüsse werden mit Wortmehrheit gefasst. Von den Beschlüssen des Verfassungsgerichtes werden im Ungarischen Amtsblatt (Magyar Közlöny) diejenigen veröffentlicht, die eine Rechtsregel nichtig machen, oder eine Verfassungsbestimmung auslegen.

## Mitglieder des Verfassungsgerichtes

### Allgemein
Die ungarische Verfassung bestimmt, dass die Mitglieder des Verfassungsgerichtes vom Parlament gewählt werden, und dass das Parlament die Regeln der Wahl bestimmt. Für die Personen der Verfassungsrichter wird durch einen Nominierungsausschuss, der aus je einem Mitglied der Fraktionen der Parlamentsparteien besteht, ein Vorschlag gemacht, für dessen Annahme mindestens zwei Drittel der Stimmen der Abgeordneten erforderlich sind. Die fachlichen Anforderungen werden erreicht, indem nur Juristen mit außergewöhnlichem theoretischem Wissen oder mit einer fachlichen Praxis von mindestens zwanzig Jahren zum Mitglied des Verfassungsgerichtes gewählt werden können. Die Amtszeit beträgt in der Regel 12 Jahre. Das Richteramt muss allerdings mit vollendetem 70. Lebensjahr abgegeben werden.

### Präsidenten des Verfassungsgerichtes
- László Sólyom: 1990–1998
- János Németh: 1998–2003
- András Holló: 2003–2005
- Mihály Bihari: 2005–2008
- Péter Paczolay: 2008–2015
- Barnabás Lenkovics: 2015–2016
- Tamás Sulyok: 2016–2024

### Gegenwärtige Mitglieder
- Elemér Balogh
- István Balsai
- Egon Dienes-Oehm
- Imre Juhász
- László Kiss
- Barnabás Lenkovics
- Miklós Lévay
- Péter Paczolay
- Béla Pokol
- László Salamon
- István Stumpf
- Tamás Sulyok
- Péter Szalay
- Mária Szívós
- András Zs. Varga

### Frühere Mitglieder
- János Németh: Juni 1997 bis Juli 2003
- László Sólyom: November 1989 bis November 1998
- Árpád Erdei: März 1998 bis März 2007
- Tamás Lábady: Juni 1990 bis Juli 1999
- Attila Harmathy: Dezember 1998 bis April 2007
- István Bagi: Juni 1997 bis Juni 2006
- Éva Tersztyánszky-Vasadi: Juni 1999 bis Februar 2006
- János Strausz: Dezember 1998 bis Dezember 2004
- Ottó Czúcz: Dezember 1998 bis Mai 2004
- Ödön Tersztyánszky: Juni 1990 bis Juli 1999
- Imre Vörös: Juni 1990 bis Juli 1999
- Antal Ádám: November 1989 bis November 1998
- Géza Kilényi: November 1989 bis November 1998
- János Zlinszky: November 1989 bis März 1998
- András Szabó: Juli 1990 bis Februar 1998
- Péter Schmidt: Juli 1990 bis Dezember 1996
- Pál Solt: November 1989 bis Juni 1990
- Géza Herczegh: Juli 1990 bis Mai 1993

## Aufgaben
- Nachträgliche Prüfung der Gesetze auf Verfassungswidrigkeit
- Vorherige Prüfung von Gesetzen auf Verfassungsmäßigkeit
- Prüfung von Gesetzen auf Verstoß gegen das Völkerrecht
- Feststellung von Verfassungswidrigkeit durch Unterlassung
- Beurteilung von Verfassungsbeschwerden
- Behebung von Kompetenzstreitigkeiten
- Auslegung der Verfassungsbestimmungen